# Население Минской области
Численность населения Минской области составляет 1 428 530 человек (на 1 января 2019 года). По численности населения в Республике Беларусь область уступает только Минску и незначительно опережает Гомельскую область. Население области растёт с середины 2010-х годов из-за активной застройки ближайших пригородов Минска. В области расположено несколько относительно крупных городов — Борисов (143 тыс. в 2018 году) является 9-м по численности населения городом в Республике Беларусь, Солигорск (107 тыс.) — 13-м, Молодечно (95 тыс.) — 16-м, Жодино (65 тыс.) — 21-м, Слуцк (62 тыс.) — 22-м.

## Динамика
Численность населения области в современных границах
| год       | 1939   | 1950   | 1955   | 1960   | 1965   | 1970   | 1975   | 1980   | 1985   | 1990   |
| --------- | ------ | ------ | ------ | ------ | ------ | ------ | ------ | ------ | ------ | ------ |
| население | 1599,3 | 1487,8 | 1449,8 | 1488,8 | 1533,3 | 1538,3 | 1542,5 | 1549,7 | 1558   | 1578,6 |
| год       | 1995   | 1996   | 1997   | 1998   | 1999   | 2000   | 2001   | 2002   | 2003   | 2004   |
| население | 1596,2 | 1589,1 | 1581,6 | 1571,5 | 1558,6 | 1547,4 | 1535,4 | 1521,6 | 1505,8 | 1491,7 |
| год       | 2005   | 2006   | 2007   | 2008   | 2009   | 2010   | 2011   | 2012   | 2013   | 2014   |
| население | 1470,5 | 1457,6 | 1447,6 | 1440,7 | 1431,1 | 1419,9 | 1411,5 | 1403,6 | 1401,9 | 1402,7 |
| год       | 2015   | 2016   | 2017   | 2018   | 2019   |        |        |        |        |        |
| население | 1407,9 | 1417,4 | 1423,1 | 1426,5 | 1428,5 |        |        |        |        |        |

## Городское и сельское население
На 1 января 2018 года доля городского населения в области — 56,5%, сельского — 43,5%. Минская область — единственная в стране, в которой доля сельского населения увеличивается (с 2015—2016 годов); это происходит из-за формальной принадлежности многих новостроек в ближайших окрестностях Минска к сельским населённым пунктам.
| год                 | 1939  | 1950  | 1955  | 1960  | 1965  | 1970  | 1975  | 1980  | 1985  | 1990  |
| ------------------- | ----- | ----- | ----- | ----- | ----- | ----- | ----- | ----- | ----- | ----- |
| городское население | 12,4% | 13,3% | 16,2% | 19,6% | 23,2% | 26,4% | 30,8% | 36,6% | 42,2% | 47,7% |
| год                 | 1995  | 1996  | 1997  | 1998  | 1999  | 2000  | 2001  | 2002  | 2003  | 2004  |
| городское население | 49,9% | 50,1% | 50,4% | 51,3% | 51,8% | 52,1% | 52,5% | 52,8% | 53,2% | 53,5% |
| год                 | 2005  | 2006  | 2007  | 2008  | 2009  | 2010  | 2011  | 2012  | 2013  | 2014  |
| городское население | 53,9% | 54,1% | 54,4% | 54,6% | 55,1% | 55,5% | 55,8% | 56,2% | 56,5% | 56,7% |
| год                 | 2015  | 2016  | 2017  | 2018  | 2019  |       |       |       |       |       |
| городское население | 56,8% | 56,6% | 56,6% | 56,5% | н/д   |       |       |       |       |       |

## Рождаемость и смертность
Ежегодно в Минской области рождается 16—19 тысяч детей и умирает 19—23 тысячи человек. Коэффициент рождаемости — 11,5 на 1000 человек в 2017 году (среднее значение по Республике Беларусь — 10,8), коэффициент смертности — 14 (среднее по стране — 12,6). Наблюдается естественная убыль населения. Сальдо внутренней миграции в 2013—2017 годах положительное (+7037 человек в 2017 году). Самые высокие коэффициенты рождаемости в 2017 году были отмечены в Минском (13,9) и Березинском (13,7) районах, самые низкие — в Мядельском (9,6), Вилейском (9,7), Слуцком (9,8) районах. Самые низкие коэффициенты смертности — в городе областного подчинения Жодино (8,7) и Минском районе (9,1), самые высокие — в Копыльском (21,7), Мядельском (21,3), Крупском (20,6) районах. Рождаемость среди сельского населения незначительно выше, чем среди городского (11,8 против 11,4), однако ещё в 1990 году в сельской местности рождаемость была существенно ниже, чем в городах (11,4 и 15,8). Смертность в сельской местности почти вдвое выше, чем в городах (18,2 против 10,7), из-за чего в деревнях наблюдается устойчивая убыль населения (-5 в 1990 году, -6,4 в 2017 году). Суммарный коэффициент рождаемости в Минской области — 1,94 (2017 год), в 2013—2016 годах он превышал 2.
Главная причина смертности в Минской области — болезни органов кровообращения (11,6 тыс. смертей из 19,9 тыс. умерших в 2017 году). Более 1% смертей приходится также на (в порядке убывания): злокачественные новообразования (2754 смерти), симптомы и признаки и отклонения от нормы (2067), болезни нервной системы и органов чувств (633), болезни органов пищеварения (617), самоубийства (348), болезни органов дыхания (319), случайные отравления алкоголем (246). В трудоспособном возрасте в 2017 году умерло 3703 человека, важнейшие — болезни органов кровообращения (1281) и новообразования (789). Около четверти смертей (988) было вызвано внешними причинами — самоубийствами (250), случайными отравлениями алкоголем (206), ДТП (135), случайными падениями (93) и другими. Уровень младенческой смертности невелик и составляет 3,8 на 1000 родившихся живыми (4,8 для мальчиков, 2,9 для девочек).
- Абсолютная численность родившихся и умерших за год[14][15]:

- Коэффициент рождаемости и смертности[14][16][17]:

## Национальный состав
| Национальный состав населения Минской области по данным переписей | Национальный состав населения Минской области по данным переписей | Национальный состав населения Минской области по данным переписей | Национальный состав населения Минской области по данным переписей | Национальный состав населения Минской области по данным переписей | Национальный состав населения Минской области по данным переписей | Национальный состав населения Минской области по данным переписей | Национальный состав населения Минской области по данным переписей | Национальный состав населения Минской области по данным переписей | Национальный состав населения Минской области по данным переписей |
| Национальность                                                    | 1926                                                              | 1939                                                              | 1959                                                              | 1970                                                              | 1979                                                              | 1989                                                              | 1999                                                              | 2009                                                              | 2019                                                              |
| ----------------------------------------------------------------- | ----------------------------------------------------------------- | ----------------------------------------------------------------- | ----------------------------------------------------------------- | ----------------------------------------------------------------- | ----------------------------------------------------------------- | ----------------------------------------------------------------- | ----------------------------------------------------------------- | ----------------------------------------------------------------- | ----------------------------------------------------------------- |
| Белорусы                                                          | 430 717                                                           | 1 058 662                                                         | 1 292 318                                                         | 1 369 537                                                         | 1 346 674                                                         | 1 339 427                                                         | 1 350 301                                                         | 1 258 657                                                         | 1 302 780                                                         |
| Русские                                                           | 16 720                                                            | 79 466                                                            | 84 629                                                            | 106 156                                                           | 132 200                                                           | 156 500                                                           | 140 561                                                           | 101 579                                                           | 86 408                                                            |
| Украинцы                                                          | 2193                                                              | 20 759                                                            | 15 654                                                            | 20 069                                                            | 24 127                                                            | 29 577                                                            | 25 144                                                            | 17 745                                                            | 21 273                                                            |
| Поляки                                                            | 13 717                                                            | 16 161                                                            | 64 425                                                            | 31 329                                                            | 29 687                                                            | 33 248                                                            | 29 532                                                            | 17 908                                                            | 15 785                                                            |
| Армяне                                                            | 18                                                                | 465                                                               | …                                                                 | 277                                                               | 296                                                               | 636                                                               | 1785                                                              | 1705                                                              | 1895                                                              |
| Евреи                                                             | 70 713                                                            | 117 615                                                           | 9040                                                              | 7277                                                              | 5741                                                              | 4436                                                              | 1543                                                              | 703                                                               | 1452                                                              |
| Татары                                                            | 2246                                                              | 3731                                                              | 2127                                                              | 1906                                                              | 1953                                                              | 2108                                                              | 1776                                                              | 1239                                                              | 1201                                                              |
| Азербайджанцы                                                     | …                                                                 | 151                                                               | …                                                                 | 199                                                               | 340                                                               | 603                                                               | 852                                                               | 948                                                               | 1038                                                              |
| Немцы                                                             | 964                                                               | …                                                                 | …                                                                 | 345                                                               | 346                                                               | 638                                                               | 809                                                               | 425                                                               | 586                                                               |
| Цыгане                                                            | 85                                                                | 311                                                               | …                                                                 | 1054                                                              | 1245                                                              | 1370                                                              | 1424                                                              | 1002                                                              | 573                                                               |
| Литовцы                                                           | 815                                                               | 926                                                               | …                                                                 | 664                                                               | 569                                                               | 689                                                               | 583                                                               | 476                                                               | 462                                                               |
| Грузины                                                           | …                                                                 | 436                                                               | …                                                                 | 121                                                               | 186                                                               | 300                                                               | 359                                                               | 315                                                               | 449                                                               |
| Молдаване                                                         | 13                                                                | 81                                                                | …                                                                 | 289                                                               | 363                                                               | 785                                                               | 597                                                               | 564                                                               | 365                                                               |
| Всего                                                             | 539 529                                                           | 1 305 937                                                         | 1 472 153                                                         | 1 541 724                                                         | 1 546 675                                                         | 1 574 618                                                         | 1 558 632                                                         | 1 422 528                                                         | 1 471 240                                                         |

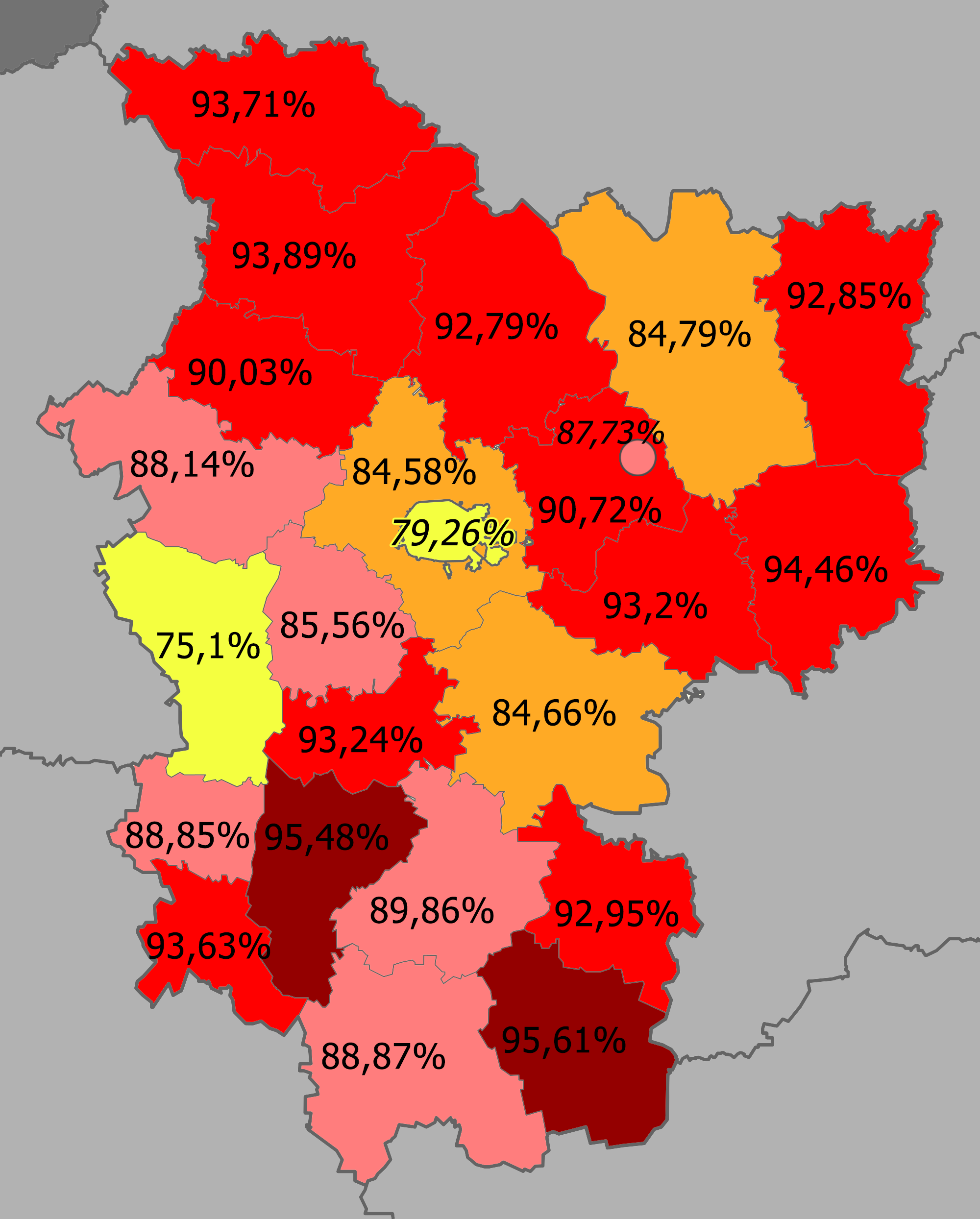
Доля белорусов по районам >95% 90–95% 85—90% 80–85% <80%
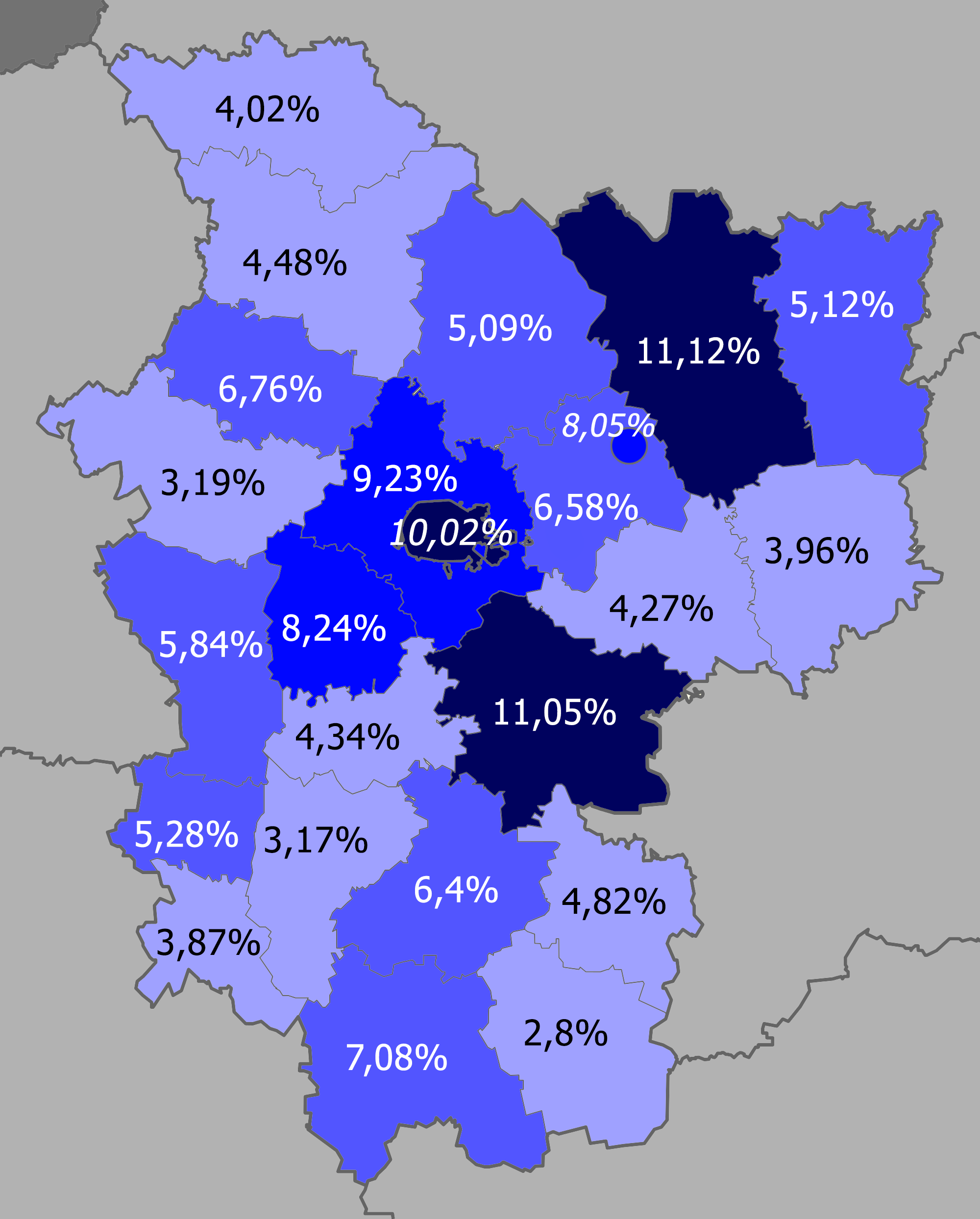
Доля русских по районам >10% 8–10% 5–8% <5%
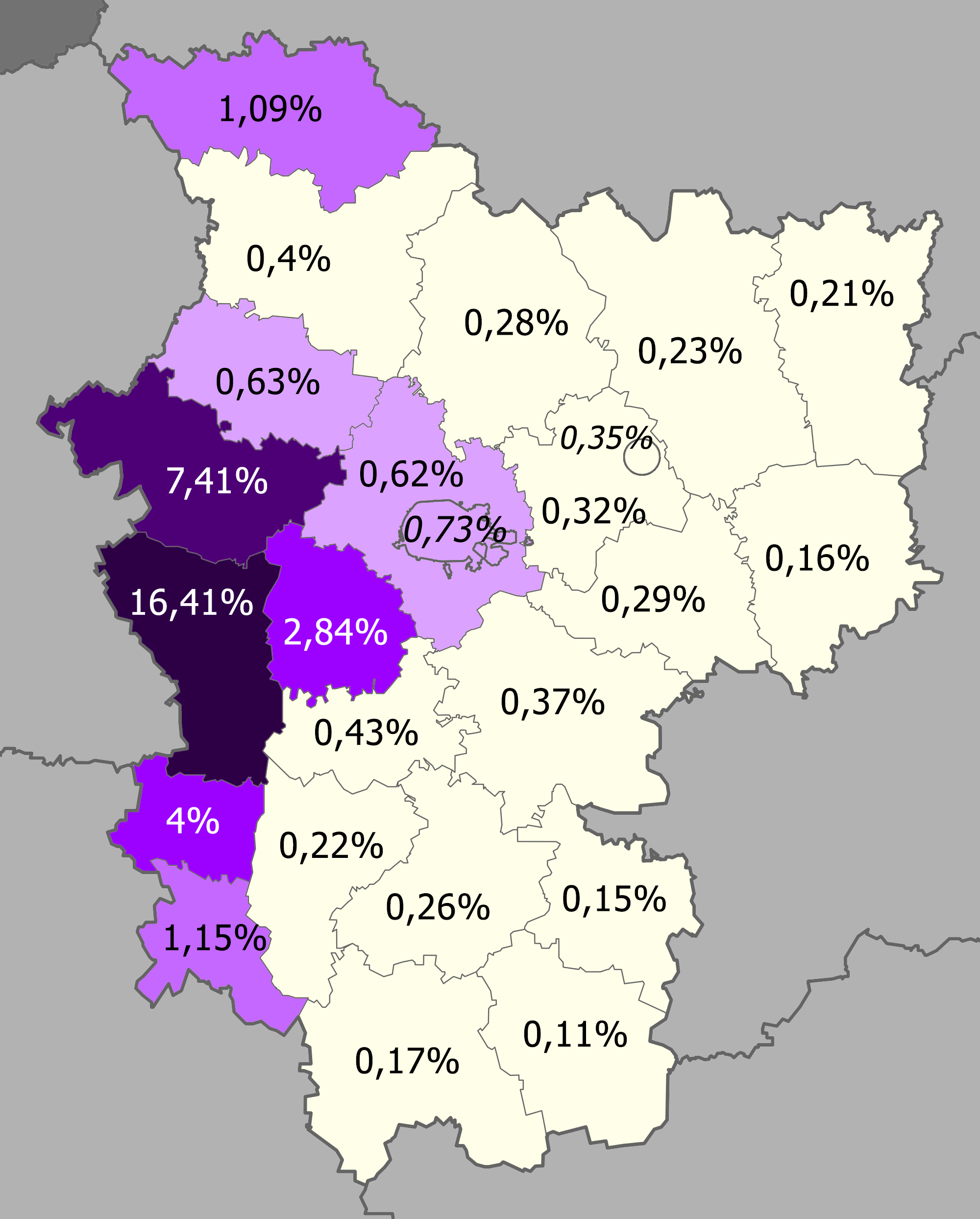
Доля поляков по районам >15% 5–15% 2–5% 1–2% 0,5–1% <0,5%

## Языковой состав

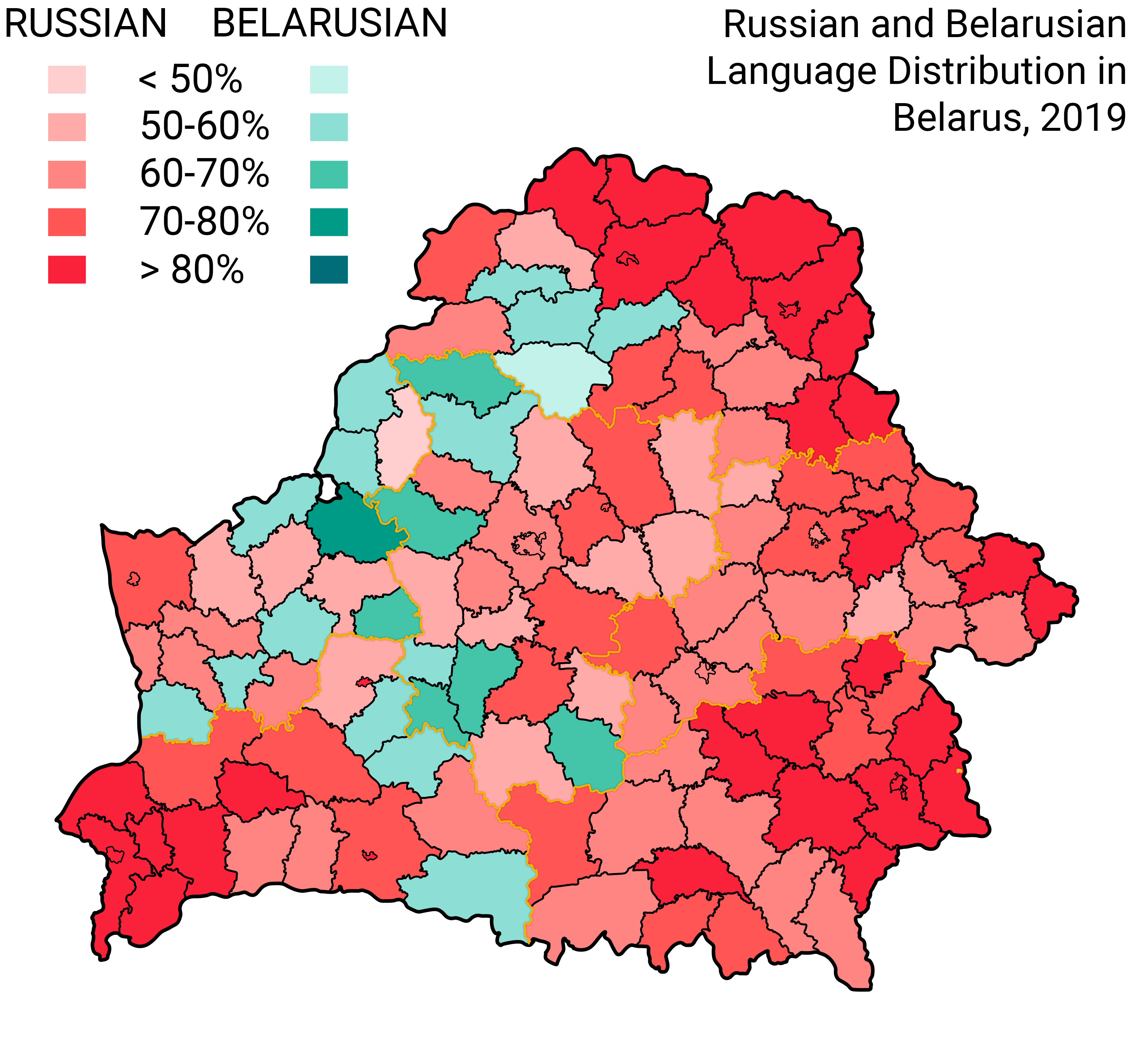
Языки домашнего общения в Беларуси по данным переписи 2019 года. Из 22 районов Минской области преимущественно белорусскоязычными являлись 7, тогда как преимущественно русскоязычными — 15. Русский язык также преобладал в городе Жодино.

Родной язык населения Минской области по данным переписей населения:
| Родной язык | 1999      | 1999    | 2009     | 2009     | 2019     | 2019     |
| Родной язык | человек   | доля    | человек  | доля     | человек  | доля     |
| ----------- | --------- | ------- | -------- | -------- | -------- | -------- |
| Белорусский | 1 302 677 | 83,58 % | 987 139▼ | 69,39 %▼ | 876 103▼ | 59,55 %▼ |
| Русский     | 237 513   | 15,24 % | 390 474▲ | 27,45 %▲ | 548 299▲ | 37,27 %▲ |

Украинский язык является третьим по распространённости родным языком в регионе: по данным переписи 2009 года его таковым назвали 5 444 человека или 0,38 % населения Минской области, по данным переписи 2019 года — 6 987 человек или 0,47 % населения Минской области.
Между переписями 2009 и 2019 года доля сельского населения Минской области, считающего белорусский язык родным, сократилась на 12,7 % (с 81,0 % до 68,3 %), считающих таковым русский — возросла на 12,7 % (с 16,1 % до 28,8 %). Доля городского населения Минской области, считающего белорусский язык родным, сократилась на 7,6 % (с 60,0 % до 52,4 %), считающих таковым русский — возросла на 7,6 % (с 36,6 % до 44,2 %).
Язык домашнего общения населения Минской области по данным переписей населения:
| Язык домашнего общения | 1999    | 1999    | 2009     | 2009     | 2019     | 2019     |
| Язык домашнего общения | человек | доля    | человек  | доля     | человек  | доля     |
| ---------------------- | ------- | ------- | -------- | -------- | -------- | -------- |
| Белорусский            | 911 963 | 58,51 % | 552 950▼ | 38,87 %▼ | 549 638▼ | 37,36 %▼ |
| Русский                | 643 402 | 41,28 % | 796 612▲ | 56,00 %▲ | 884 621▲ | 60,13 %▲ |

Украинский язык является третьим по распространённости языком домашнего общения в регионе: по данным переписи 2019 года его таковым назвали 543 человека или 0,04 % населения Минской области.
Между переписями 2009 и 2019 года доля сельского населения Минской области, указавшего белорусский языком домашнего общения, сократилась на 11,0 % (с 59,9 % до 48,9 %), указавших таковым русский — возросла на 13,8 % (с 35,1 % до 48,9 %). Доля городского населения Минской области, указавшего белорусский языком домашнего общения, возросла на 6,0 % (с 21,9 % до 27,9 %), указавших таковым русский — сократилась на 3,5 % (с 72,8 % до 69,3 %).
Родной язык населения административно-территориальных единиц Минской области по данным переписей 2009 и 2019 годов:
| Административная единица | Перепись    | Перепись    | Перепись | Перепись | Перепись    | Перепись    | Перепись | Перепись | Изменение доли населения, считающего белорусский язык родным |
| Административная единица | 2009        | 2009        | 2009     | 2009     | 2019        | 2019        | 2019     | 2019     | Изменение доли населения, считающего белорусский язык родным |
| Административная единица | Белорусский | Белорусский | Русский  | Русский  | Белорусский | Белорусский | Русский  | Русский  | Изменение доли населения, считающего белорусский язык родным |
| Административная единица | человек     | доля        | человек  | доля     | человек     | доля        | человек  | доля     | Изменение доли населения, считающего белорусский язык родным |
| ------------------------ | ----------- | ----------- | -------- | -------- | ----------- | ----------- | -------- | -------- | ------------------------------------------------------------ |
| Минская область          | 987 139▼    | 69,39 %▼    | 390 474▲ | 27,45 %▲ | 876 103▼    | 59,55 %▼    | 548 299▲ | 37,27 %▲ | - 9,84 %                                                     |
| г. Жодино                | 31 652      | 51,28 %     | 27 190   | 44,05 %  | 28 920▼     | 44,60 %▼    | 33 742▲  | 52,04 %▲ | - 6,68 %                                                     |
| Березинский район        | 22 083      | 88,22 %     | 2688     | 10,74 %  | 15 636▼     | 67,57 %▼    | 7215▲    | 31,18 %▲ | - 20,65 %                                                    |
| Борисовский район        | 97 020      | 51,57 %     | 85 595   | 45,49 %  | 76 683▼     | 43,58 %▼    | 93 402▲  | 53,08 %▲ | - 7,99 %                                                     |
| Вилейский район          | 43 842      | 84,23 %     | 7796     | 14,98 %  | 35 218▼     | 72,53 %▼    | 12 557▲  | 25,86 %▲ | - 11,70 %                                                    |
| Воложинский район        | 34 035      | 90,66 %     | 3040     | 8,10 %   | 27 038▼     | 78,12 %▼    | 6577▲    | 19,00 %▲ | - 12,54 %                                                    |
| Дзержинский район        | 40 994      | 66,93 %     | 18 481   | 30,17 %  | 39 578▼     | 56,95 %▼    | 28 414▲  | 40,88 %▲ | - 9,98 %                                                     |
| Клецкий район            | 29 846      | 92,40 %     | 2217     | 6,86 %   | 23 594▼     | 85,66 %▼    | 3723▲    | 13,52 %▲ | - 6,74 %                                                     |
| Копыльский район         | 30 434      | 92,74 %     | 2044     | 6,23 %   | 23 963▼     | 83,21 %▼    | 4553▲    | 15,81 %▲ | - 9,53 %                                                     |
| Крупский район           | 21 561      | 81,29 %     | 4468     | 16,85 %  | 16 416▼     | 70,39 %▼    | 6635▲    | 28,45 %▲ | - 10,90 %                                                    |
| Логойский район          | 29 064      | 80,83 %     | 6112     | 17,00 %  | 26 779▼     | 69,25 %▼    | 11 073▲  | 28,63 %▲ | - 11,58 %                                                    |
| Любанский район          | 32 110      | 90,59 %     | 2795     | 7,89 %   | 23 859▼     | 78,77 %▼    | 5573▲    | 18,40 %▲ | - 11,82 %                                                    |
| Минский район            | 89 590      | 56,14 %     | 58 851   | 36,88 %  | 133 479▲    | 53,43 %▼    | 106 922▲ | 42,80 %▲ | - 2,71 %                                                     |
| Молодечненский район     | 102 134     | 73,81 %     | 32 969   | 23,83 %  | 81 219▼     | 61,17 %▼    | 46 743▲  | 35,20 %▲ | - 12,64 %                                                    |
| Мядельский район         | 26 399      | 89,19 %     | 2894     | 9,78 %   | 20 275▼     | 77,37 %▼    | 5535▲    | 21,12 %▲ | - 11,82 %                                                    |
| Несвижский район         | 34 388      | 82,63 %     | 6390     | 15,35 %  | 28 247▼     | 71,18 %▼    | 10 803▲  | 27,22 %▲ | - 11,45 %                                                    |
| Пуховичский район        | 41 798      | 60,20 %     | 25 272   | 36,40 %  | 37 758▼     | 54,74 %▼    | 28 344▲  | 41,09 %▲ | - 5,46 %                                                     |
| Слуцкий район            | 65 163      | 68,52 %     | 26 690   | 28,06 %  | 54 382▼     | 60,95 %▼    | 32 377▲  | 36,29 %▲ | - 7,57 %                                                     |
| Смолевичский район       | 31 434      | 73,24 %     | 10 205   | 23,78 %  | 29 021▼     | 56,75 %▼    | 20 117▲  | 39,34 %▲ | - 16,49 %                                                    |
| Солигорский район        | 85 151      | 62,54 %     | 44 097   | 32,39 %  | 73 334▼     | 55,76 %▼    | 50 557▲  | 38,44 %▲ | - 6,78 %                                                     |
| Стародорожский район     | 17 665      | 80,53 %     | 3864     | 17,61 %  | 14 517▼     | 70,51 %▼    | 5260▲    | 25,55 %▲ | - 10,02 %                                                    |
| Столбцовский район       | 33 920      | 80,75 %     | 7711     | 18,36 %  | 26 545▼     | 68,38 %▼    | 11 556▲  | 29,77 %▲ | - 12,37 %                                                    |
| Узденский район          | 20 846      | 88,12 %     | 2518     | 10,64 %  | 17 771▼     | 74,47 %▼    | 5773▲    | 24,19 %▲ | - 13,65 %                                                    |
| Червенский район         | 26 023      | 77,95 %     | 6587     | 19,73 %  | 21 871▼     | 65,47 %▼    | 10 848▲  | 32,47 %▲ | - 12,48 %                                                    |

Язык домашнего общения населения административно-территориальных единиц Минской области по данным переписей 2009 и 2019 годов:
| Административная единица | Перепись    | Перепись    | Перепись | Перепись | Перепись    | Перепись    | Перепись | Перепись | Изменение доли населения, указавшего белорусский язык языком домашнего общения |
| Административная единица | 2009        | 2009        | 2009     | 2009     | 2019        | 2019        | 2019     | 2019     | Изменение доли населения, указавшего белорусский язык языком домашнего общения |
| Административная единица | Белорусский | Белорусский | Русский  | Русский  | Белорусский | Белорусский | Русский  | Русский  | Изменение доли населения, указавшего белорусский язык языком домашнего общения |
| Административная единица | человек     | доля        | человек  | доля     | человек     | доля        | человек  | доля     | Изменение доли населения, указавшего белорусский язык языком домашнего общения |
| ------------------------ | ----------- | ----------- | -------- | -------- | ----------- | ----------- | -------- | -------- | ------------------------------------------------------------------------------ |
| Минская область          | 552 950▼    | 38,87 %▼    | 796 612▲ | 56,00 %▲ | 549 638▼    | 37,36 %▼    | 884 621▲ | 60,13 %▲ | - 1,51 %                                                                       |
| г. Жодино                | 4648        | 7,53 %      | 53 341   | 86,42 %  | 15 443▲     | 23,82 %▲    | 47 676▼  | 73,53 %▼ | + 16,29 %                                                                      |
| Березинский район        | 13 754      | 54,95 %     | 11 065   | 44,21 %  | 9133▼       | 39,47 %▼    | 13 858▲  | 59,89 %▲ | - 15,48 %                                                                      |
| Борисовский район        | 30 597      | 16,26 %     | 150 639  | 80,07 %  | 39 124▲     | 22,23 %▲    | 132 100▼ | 75,07 %▼ | + 5,97 %                                                                       |
| Вилейский район          | 31 949      | 61,38 %     | 19 386   | 37,24 %  | 24 564▼     | 50,59 %▼    | 23 456▲  | 48,31 %▲ | - 10,79 %                                                                      |
| Воложинский район        | 30 227      | 80,51 %     | 6155     | 16,39 %  | 22 594▼     | 65,28 %▼    | 11 212▲  | 32,39 %▲ | - 15,23 %                                                                      |
| Дзержинский район        | 20 859      | 34,05 %     | 38 092   | 62,19 %  | 22 362▲     | 32,18 %▼    | 46 172▲  | 66,43 %▲ | - 1,87 %                                                                       |
| Клецкий район            | 27 616      | 85,49 %     | 4423     | 13,69 %  | 18 975▼     | 68,89 %▼    | 8467▲    | 30,74 %▲ | - 16,60 %                                                                      |
| Копыльский район         | 26 735      | 81,46 %     | 5239     | 15,96 %  | 18 588▼     | 64,54 %▼    | 10 079▲  | 35,00 %▲ | - 16,92 %                                                                      |
| Крупский район           | 15 322      | 57,77 %     | 9998     | 37,70 %  | 10 951▼     | 46,96 %▼    | 12 241▲  | 52,49 %▲ | - 10,81 %                                                                      |
| Логойский район          | 19 949      | 55,48 %     | 14 475   | 40,26 %  | 18 423▼     | 47,64 %▼    | 19 703▲  | 50,95 %▲ | - 7,84 %                                                                       |
| Любанский район          | 25 216      | 71,14 %     | 7929     | 22,37 %  | 17 326▼     | 57,20 %▼    | 12 253▲  | 40,45 %▲ | - 13,94 %                                                                      |
| Минский район            | 26 526      | 16,62 %     | 116 923  | 73,27 %  | 81 867▲     | 32,77 %▲    | 160 393▲ | 64,20 %▼ | + 16,15 %                                                                      |
| Молодечненский район     | 56 818      | 41,06 %     | 75 564   | 54,61 %  | 49 102▼     | 36,98 %▼    | 79 834▲  | 60,13 %▲ | - 4,08 %                                                                       |
| Мядельский район         | 22 402      | 75,68 %     | 6684     | 22,58 %  | 16 529▼     | 63,07 %▼    | 9407▲    | 35,90 %▲ | - 12,61 %                                                                      |
| Несвижский район         | 28 437      | 68,33 %     | 11 086   | 26,64 %  | 21 031▼     | 53,00 %▼    | 18 223▲  | 45,92 %▲ | - 15,33 %                                                                      |
| Пуховичский район        | 21 468      | 30,92 %     | 44 759   | 64,47 %  | 18 789▼     | 27,24 %▼    | 48 114▲  | 69,76 %▲ | - 3,68 %                                                                       |
| Слуцкий район            | 33 299      | 35,01 %     | 56 910   | 59,84 %  | 32 137▼     | 36,02 %▲    | 55 164▼  | 61,83 %▲ | + 1,01 %                                                                       |
| Смолевичский район       | 14 842      | 34,58 %     | 24 939   | 58,11 %  | 15 966▲     | 31,22 %▼    | 33 541▲  | 65,59 %▲ | - 3,36 %                                                                       |
| Солигорский район        | 37 630      | 27,64 %     | 87 238   | 64,08 %  | 45 767▲     | 34,80 %▲    | 78 795▼  | 59,92 %▼ | + 7,16 %                                                                       |
| Стародорожский район     | 11 086      | 50,54 %     | 9901     | 45,13 %  | 8157▼       | 39,62 %▼    | 11 779▲  | 57,21 %▲ | - 10,92 %                                                                      |
| Столбцовский район       | 23 326      | 55,53 %     | 17 891   | 42,59 %  | 18 608▼     | 47,94 %▼    | 19 746▲  | 50,87 %▲ | - 7,59 %                                                                       |
| Узденский район          | 14 520      | 61,38 %     | 8499     | 35,93 %  | 10 659▼     | 44,67 %▼    | 13 032▲  | 54,61 %▲ | - 16,71 %                                                                      |
| Червенский район         | 15 735      | 47,13 %     | 15 476   | 46,36 %  | 13 543▼     | 40,54 %▼    | 19 376▲  | 58,00 %▲ | - 6,59 %                                                                       |

Согласно официальным данным, 69,7 % имеющих право голоса жителей Минской области приняли участие в голосовании на референдуме 1995 года, из них 80,7 % поддержали придание русскому языку равного с белорусским статуса государственного языка.
Из-за проведения властями Беларуси политики русификации системы образования, в Минской области, как и в стране в целом, наблюдается сокращение доли учеников, получающих общее среднее образование на белорусском языке. Динамика соотношения языков преподавания в дневных учреждениях общего среднего образования в Минской области по данным Национального статистического комитета Республики Беларусь:
| Язык преподавания | Учебный год | Учебный год | Учебный год | Учебный год | Учебный год | Учебный год | Учебный год | Учебный год | Учебный год |
| Язык преподавания | 2010/11     | 2011/12     | 2012/13     | 2017/18     | 2018/19     | 2020/21     | 2021/22     | 2022/23     | 2023/24     |
| ----------------- | ----------- | ----------- | ----------- | ----------- | ----------- | ----------- | ----------- | ----------- | ----------- |
| Белорусский       | 31,9 %      | 30,7 %      | 28,9 %      | 23,4 %      | 20,1 %      | 19,65 %     | 17,76 %     | 17,19 %     | 16,65 %     |
| Русский           | 68,1 %      | 69,3 %      | 71,1 %      | 76,6 %      | 79,9 %      | 80,35 %     | 82,24 %     | 82,81 %     | 83,35 %     |

По данным Национального статистического комитета Республики Беларусь в 2024/25 году из 167 446 учащихся в дневных учреждениях общего среднего образования в Минской области 27 074 (16,17 %) обучались на белорусском языке, в то время как 140 372 (83,83 %) — на русском. Минская область имела наивысший среди областей Беларуси процент школьников с белорусским языком обучения.

## Женщины и мужчины
На 1 января 2018 года в области проживало 750,2 тыс. женщин (52,6%) и 676,3 тыс. мужчин (47,4%). На 1000 мужчин приходилось 1109 женщин. Доля женщин в общей численности населения ниже, чем в среднем по Республике Беларусь (53,4%, или 1147 женщин на 1000 мужчин), и самая низкая среди других областей. В городах и городских посёлках доля женщин (53,3%, или 1143 к 1000) выше, чем в сельской местности (51,6%, или 1067 к 1000).

## Население по основным возрастным группам
На 1 января 2018 года в области проживало 264 354 человека в возрасте моложе трудоспособного (18,5%, среднее значение по стране — 17,7%), 789 147 человек в трудоспособном возрасте (55,3%, среднее по стране — 57,2%), 373 024 человека в возрасте старше трудоспособного (26,2%, среднее по стране — 25,1%).
| Численность населения по полу и возрасту (на 1 января 2018 года):                               |
| Графики недоступны из-за технических проблем. См. информацию на Фабрикаторе и на mediawiki.org. |

- Доля населения по основным возрастным группам[37][38]:

## Браки и разводы
В 2020 году в области было заключено 7218 браков (4,9 на 1000 человек) и 5458 разводов (коэффициент — 3,7). Самые высокие коэффициенты заключения браков были отмечены в Логойском (6,0) и Несвижском (5,9) районах, самые низкие — в Воложинском (3,4), Минском (3,6) и Вилейском (3,9) районах. Самые низкие коэффициенты разводов — в Стародорожском (2,4) и Воложинском (2,5) районах, самые высокие — в Солигорском и Молодечненском районах (по 4,3), а также в городе Жодино (4,8). Средний возраст вступления в первый брак — 28 лет у мужчин и 25,6 лет у женщин (среднее по стране — 27,9 и 25,8 соответственно).
В 2017 году 13,9% детей родилось у женщин, не состоявших в зарегистрированном браке (12,2% среди городского и 16,1% среди сельского населения; средний показатель по стране — 13,2%). Пик этого показателя пришёлся на 2005 год — 27,5% (в т. ч. 22,8% всех детей в городах и 33,1% в сельской местности). За 2000—2017 годы существенно возросла численность многодетных семей. Так, в 2000 году доля детей, рождённых вторыми, третьими, четвёртыми и пятыми, возросла с 33,1%, 7,2%, 2,1% и 0,8% до 39,8%, 15,6%, 4% и 1,2% соответственно. Изменилась и возрастная структура рожениц: доля матерей в возрасте до 20 лет в общей численности рожениц сократилась с 13,1% до 3%, в возрасте 20—24 лет — с 41,1% до 20,5%. Средний возраст матери при рождении первого ребёнка — 26,2 года (в 2005 году — 23,5), различия между городами и сельской местностью минимальны; средний возраст матери в целом — 29,1 года.
- Коэффициент браков и разводов[47][48][49]:

- Средний возраст вступления в первый брак[50][51][52]:

## Миграции
По данным Национального статистического комитета Республики Беларусь, в 2017 году миграционный прирост по области составил 7037 человек (+246 — международная миграция, +6791 — межобластная). Чаще всего из области переезжали в Минск (16 322 человека в 2017 году), в другие области переехало от 831 до 1507 человек. Больше всего людей прибыло также из Минска (20 497 человек в 2017 году), из других областей приехало от 1306 до 2219 человек.
|                                       | 2005   | 2008   | 2009   | 2010   | 2011   | 2012   | 2013   | 2014   | 2015   | 2016   | 2017   |
| ------------------------------------- | ------ | ------ | ------ | ------ | ------ | ------ | ------ | ------ | ------ | ------ | ------ |
| Прибыло всего                         | 45 144 | 42 575 | 42 579 | 38 310 | 36 096 | 36 208 | 39 989 | 46 034 | 54 279 | 47 623 | 47 428 |
| Выбыло всего                          | 43 805 | 43 425 | 47 158 | 40 126 | 38 304 | 34 685 | 36 851 | 39 312 | 43 913 | 40 609 | 40 391 |
| Сальдо всего                          | 1339   | -850   | -4579  | -1816  | -2208  | 1523   | 3138   | 6722   | 10 366 | 7014   | 7037   |
| в т. ч. сальдо межобластной миграции  | 538    | -2148  | -6533  | -3342  | -3720  | -41    | 1206   | 4258   | 7477   | 5978   | 6791   |
| в т. ч. сальдо международной миграции | 801    | 1298   | 1954   | 1526   | 1512   | 1564   | 1932   | 2464   | 2889   | 1036   | 246    |

|                                  | Брестская область | Витебская область | Гомельская область | Гродненская область | Могилёвская область | город Минск |
| -------------------------------- | ----------------- | ----------------- | ------------------ | ------------------- | ------------------- | ----------- |
| Прибыло в Минскую область (2017) | 2219              | 2021              | 1306               | 1872                | 1392                | 20 497      |
| Выбыло из Минской области (2017) | 1507              | 1355              | 831                | 1437                | 1064                | 16 322      |

| Районы-лидеры по численности прибывших в 2017 году | Районы-лидеры по численности прибывших в 2017 году |
| Район                                              | Прибыло                                            |
| -------------------------------------------------- | -------------------------------------------------- |
| Минский район                                      | 11 890                                             |
| Молодечненский район                               | 3723                                               |
| Борисовский район                                  | 3557                                               |
| Солигорский район                                  | 3486                                               |
| Дзержинский район                                  | 2709                                               |